# BEGINNING OF THE RESURRECTION -Digital EP-
『BEGINNING OF THE RESURRECTION -Digital EP-』（ビギニング・オブ・ザ・レザレクション・ディジタル・イーピー）は、日本のヘヴィメタルバンド・GALNERYUSの、2010年4月21日にバップから発表されたダウンロード・シングル。

## 概要
GALNERYUSとして2作目のデジタル・シングルで、第3期GALNERYUSとしては初のリリース音源である。
本作はアルバム『RESURRECTION』に先駆け、「DESTINY」と「A FAR-OFF DISTANCE」のミックス違いを収録。小野正利「You're the Only…」の、GALNERYUSとしてのリメイクカバー音源「YOU'RE THE ONLY 2010」も収録された。
2010年7月4日、「DESTINY」と「YOU'RE THE ONLY 2010」で、NHKの音楽番組『MUSIC JAPAN』にメタルバンドとしては初出演を果たした。

## 収録曲
1. DESTINY(MV MIX) （5:10）
2番がカットされている。MVにはこのテイクが使用された。
2. YOU’RE THE ONLY 2010 （5:13）
「You're the Only…」のリメイクセルフカバー。MVも制作された。
レンタル限定ベスト『BEST-R』に収録された。
3. A FAR-OFF DISTANCE(RAINBOW MIX) （4:00）
「DESTINY」同様、アルバムとは別ミックスで収録された。

## 収録アルバム
- 『RESURRECTION』（#1、#3、両曲ともアルバムバージョン）
- 『BEST-R』（#1～3、#1と#3は『RESURRECTION』収録テイクでの収録）
- 『RAINBOW 二舎六房の七人 オリジナル・サウンドトラック』（#3、TVサイズ）